# Maya (schatbewaarder)
Niet te verwarren met Maïa (voedster van Toetanchamon) en Maya (Hogepriester van Amon)

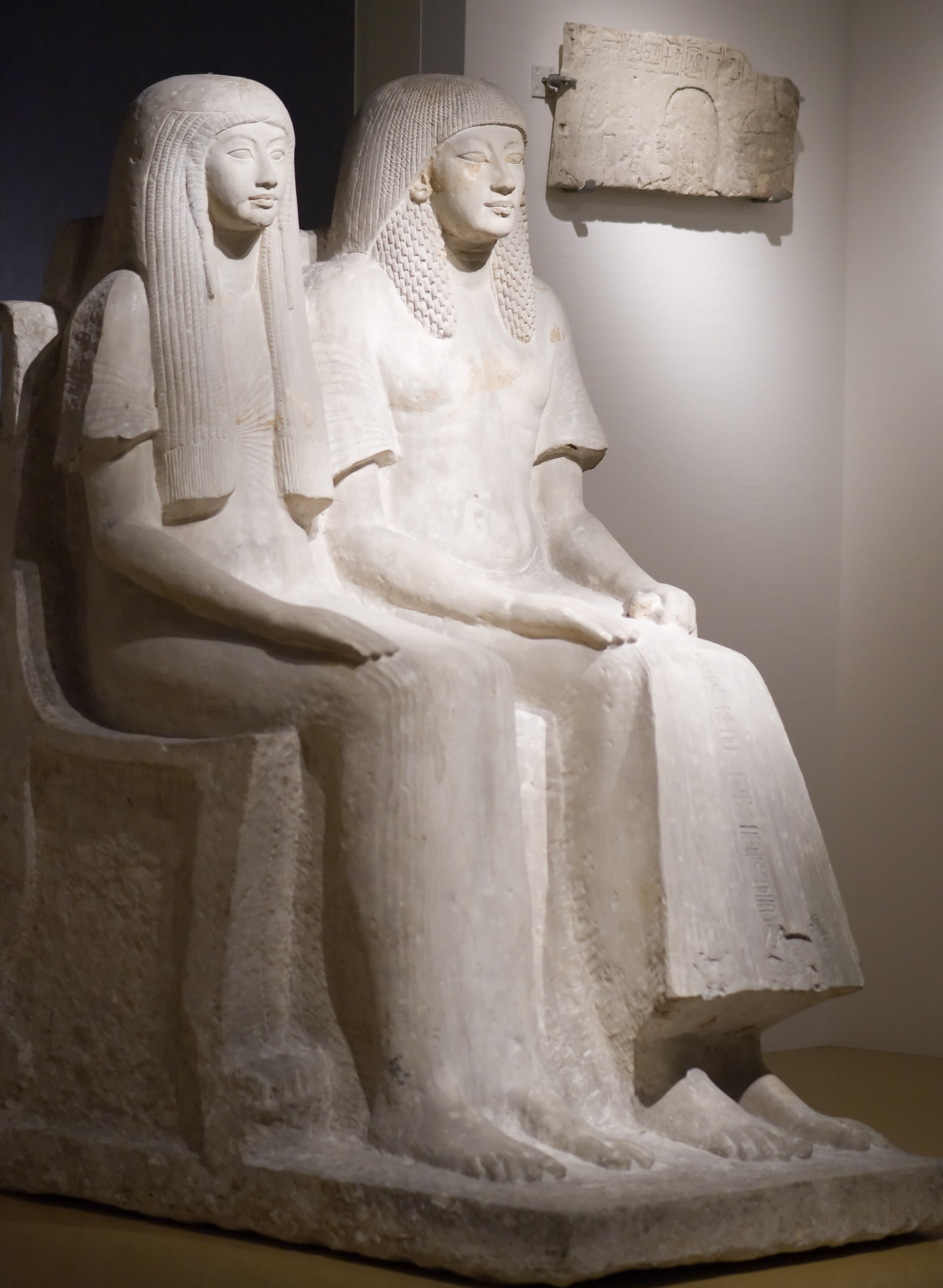
Dubbelbeeld van Maya en Merit in het Rijksmuseum van Oudheden, Leiden

Maya was een oud-Egyptische ambtenaar; hij bekleedde zeer hoge functies aan het einde van de 18e dynastie tijdens de regeringen van Toetanchamon, Eje en Horemheb. Zijn titels waren o.a. waaierdrager aan de rechterzijde van de koning, opzichter van het schathuis, opzichter van het werk in de necropolis, en leider van het festival van Amon in Karnak.

## Leven
Maya was de zoon van een ambtenaar genaamd Iuy en diens echtgenote Weret. Hij was getrouwd met Merit, die de titel Zangeres van Amon droeg. Hun dochters Mayamenti en Tjauenmaya zijn ook afgebeeld in het graf van Maya en Merit in Saqqara, evenals Maya’s halfbroer Nahuher.
Over het begin van Maya’s leven is weinig bekend; mogelijk begon hij zijn carrière tijdens de regering van Amenhotep III. Mogelijk is hij dezelfde persoon als een koninklijke schrijver genaamd Maya die in regeringsjaar 34 wordt genoemd. Misschien is hij ook identiek met de hoveling genaamd May die is afgebeeld in een graf in Amarna, uit de tijd van Achnaton, maar deze May droeg niet de titel van schatbewaarder.
Uit de regeringsperiode van Toetanchamon is hij echter goed bekend. Zijn titel Opzichter van het schathuis (schatbewaarder) is te vergelijken met een minister van financiën. Hij herstelde de graven van verschillende koningen in het Dal der Koningen in de jaren na Toetanchamon en Eje. Mogelijk liet hij persoonlijk de notitie achter op een muur in het graf van Thoetmoses IV, waarin wordt vermeld dat hij in opdracht van de koning het graf restaureerde. Maya inde belastingen en overzag bouwwerkzaamheden voor deze farao’s, waaronder de aanleg van hun graven en de voorbereidingen voor hun begrafenis.
In het graf van Toetanchamon zijn twee voorwerpen gevonden die een persoonlijk geschenk van Maya aan de koning waren: een sjabti en een figuurtje van de koning als Osiris. Beide voorwerpen dragen een inscriptie waarin Maya wordt vermeld.
Hij overleed waarschijnlijk in of rond regeringsjaar 9 van Horemheb. In jaar 8 wordt hij genoemd als verantwoordelijke voor het innen van de belastingen van het hele land en voor het doen brengen van offers aan de goden. Hij is afgebeeld in graf TT50 van Neferhotep, godsvader (een priester) van Amon. Hier staat hij tussen koning Horemheb en de viziers, wat aangeeft dat hij een nauwe relatie met de koning had. Tijdens de regeringen van Achnaton, Toetanchamon en Eje was Horemheb generaal; Maya en Horemheb moeten elkaar goed gekend hebben als hooggeplaatste hovelingen.

## Graf
Het graf van Maya en zijn vrouw Merit in Saqqara werd in 1843 gedeeltelijk opgegraven door Karl Richard Lepsius, die een aantal reliëfs schetste en meenam naar Berlijn. Eerder hadden oudhedenverzamelaars al beelden en reliëfs weggehaald; deze werden verkocht aan verschillende musea in Europa. De beelden van Maya en Merit (een dubbelbeeld en van beide echtgenoten één individueel beeld) zijn sinds 1828 in het Rijksmuseum van Oudheden in Leiden. Na de activiteiten van Lepsius verdween het graf weer onder het zand en werd de locatie vergeten. In 1986 vond de archeologische expeditie van de Egypt Exploration Society (Londen) en het Rijksmuseum van Oudheden (Leiden) het graf terug. Het graf van Maya en Merit is sindsdien opgegraven, gepubliceerd, gerestaureerd, en sinds 2011 samen met de naastgelegen graven opengesteld voor het publiek.